# Myrmeleon immaculatus
Myrmeleon immaculatus is een mierenleeuw (familie Myrmeleontidae). De wetenschappelijke naam van de soort werd in 1773 gepubliceerd door Charles De Geer. De soort komt voor in de Verenigde Staten.